# Phil Chevron
Pour les articles homonymes, voir Chevron.
Philip Chevron, de son vrai nom Philip Ryan, né le 17 juin 1957 à Dublin et mort dans cette ville le 8 octobre 2013, est un chanteur, compositeur, et guitariste irlandais. Il est plus connu pour avoir été le guitariste des Pogues. Il est considéré comme l'une des figures marquantes de la scène punk irlandaise.

## Carrière
Philip Chevron grandit à Santry, une banlieue nord de Dublin. En 1976, il est le membre fondateur et le chanteur des Radiators from Space, un des premiers groupes punk-rock, qui est salué par la critique, mais qui rencontre peu de succès. À la suite de la séparation temporaire du groupe en 1981, il part vivre à Londres pendant un certain temps, où il rencontre et se lie d'amitié avec Shane MacGowan, avec lequel il travaille dans un magasin de disques.
À la suite de la sortie en 1984 du premier album des Pogues Red Roses For Me, il est invité à rejoindre temporairement le groupe, en remplacement de Jem Finer, le joueur de banjo qui est en congé de paternité. Il prend ensuite le relais en tant que guitariste à la suite de la décision de MacGowan de se concentrer désormais sur le chant, devenant ainsi un membre à part entière du groupe pour l'enregistrement en 1985 de leur deuxième album, Rum, Sodomy and the Lash. Il joue également du banjo et de la mandoline lors des enregistrements, et fait ses preuves en tant qu'auteur-compositeur, signant entre autres les titres Thousands Are Sailing et Lorelei.
Chevron quitte les Pogues en 1994, à la suite de problèmes de drogue et d'alcool. En 2003, il reforme The Radiators (Plan 9) avec l'ex-bassiste des Pogues Cait O'Riordan. Ils sortent en 2006 l'album Trouble Pilgrim, acclamé par la critique et qui atteint le sommet des classements des maisons de disques indépendantes, mais n'arrive pas à s'imposer au grand public. L'album comprend un hommage à l'ami de Chevron, Joe Strummer, décédé en 2002. Des années plus tard, il devient, de fait, le porte-parole officieux des Pogues et l'expert attitré sur le désormais reclus Shane MacGowan; il visite fréquemment les forums en ligne et répond directement aux questions des fans. En 2004, il supervise personnellement la remasterisation et la réédition de la totalité du catalogue CD des Pogues. Il refait régulièrement des tournées avec les Pogues, à nouveau réunis après une tournée de retrouvailles en 2001, qui rencontre le succès. Lorsqu'il n'est pas en tournée avec les Pogues, une grande partie de son temps est consacrée à voir des comédies musicales et des opéras, principalement à Londres, Dublin et New York. À l'occasion, il s'implique professionnellement dans des productions, et il publie régulièrement ses commentaires sur le forum officiel des Pogues à la rubrique Speaker's Corner.

## Maladie et mort
En juin 2007, les Pogues annoncent que Chevron est atteint d'un cancer de l'œsophage. Début 2008, on apprend qu'il est rétabli, et qu'à sa grande surprise, son audition est revenue presque au niveau d'avant le traitement. En mars 2008, il fait partie de la tournée aux États-Unis, et réussit à chanter Thousands Are Sailing à chaque concert. En 2009, Chevron est complètement remis à la fois du cancer et de la chimiothérapie. En mai 2013, il annonce une récidive de sa maladie, et que « cette fois, il est mortel. »
Philip Chevron meurt le 8 octobre 2013 à Dublin, à l'âge de 56 ans. Sa dernière apparition publique a eu lieu à l'Olympia Theatre de Dublin lors d'un gala destiné à récolter des fonds pour son traitement, en août 2013,.